# Paul Kelly (Sänger, 1964)

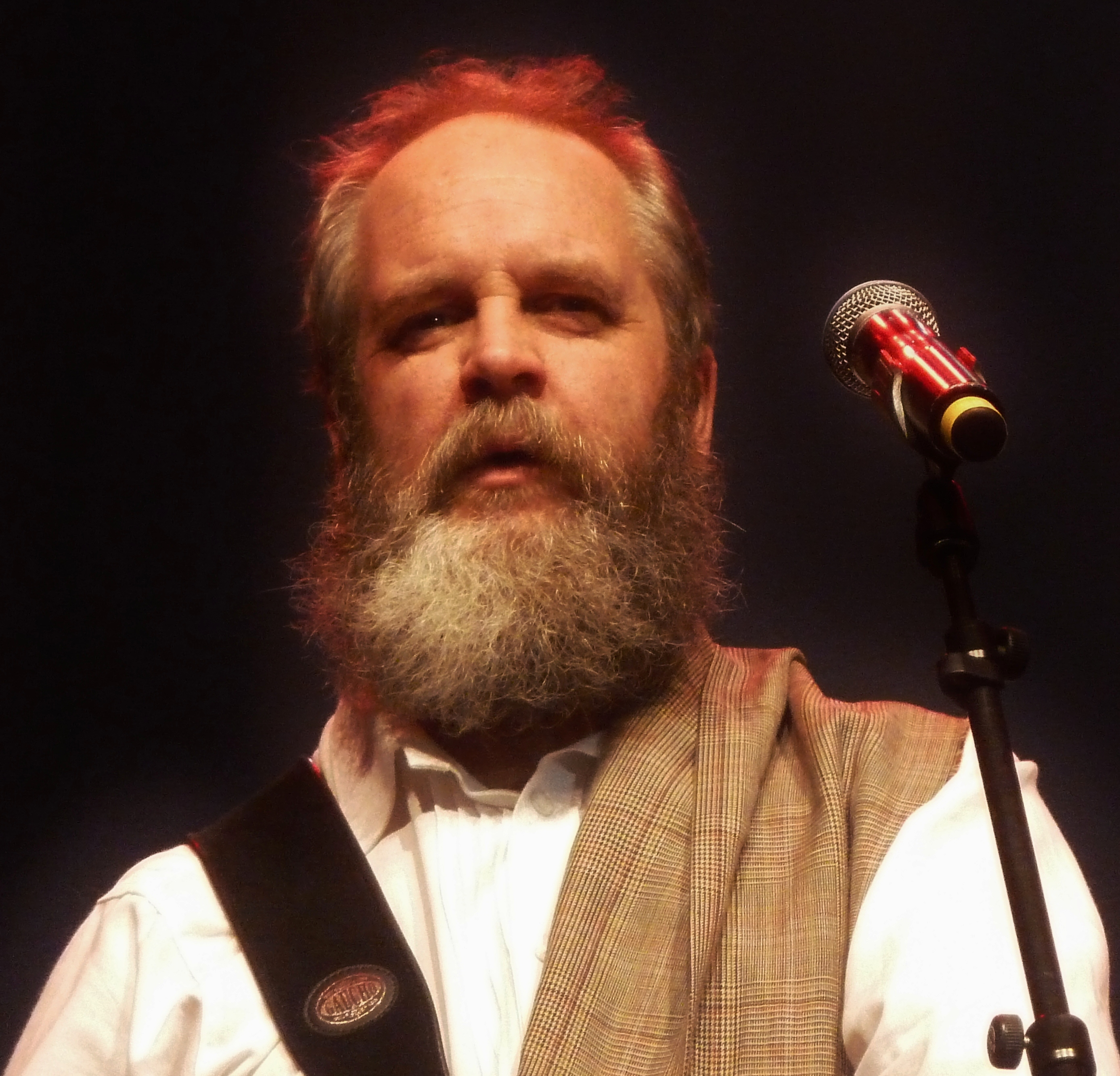
Paul Kelly (2012)

Paul Kelly (* 16. März 1964 in Leominster, Massachusetts) ist ein irisch-US-amerikanischer Sänger und Musiker. Bekannt wurde er in jungen Jahren als Mitglied der Pop- und Folkband The Kelly Family. Mitte der 1980er Jahre verließ er die Band, schloss sich ihr jedoch im Jahr 2005 wieder an. Seitdem tritt er gemeinsam mit einem Teil seiner noch musikalisch aktiven Geschwister auf.

## Biografie

### Musikalische Karriere mit der Kelly Family
Paul Kelly wurde als fünftes und letztes gemeinsames Kind des US-amerikanischen Lehrers Daniel Jerome Kelly (1930–2002) und seiner ersten Frau Janice (1935–2018) in Leominster geboren. Er hat acht Halb- und vier Vollgeschwister. Seit frühester Kindheit musizierte er mit seiner Familie und trat mit ihr gemeinsam als Straßenmusiker auf. Er spielte in der Band Violine und Saxophon.
Dank des ersten Plattenvertrags mit Polydor verbuchte die Familie 1980 ihren ersten Chart-Erfolg mit der Single David’s Song (Who’ll Come With Me). Nach dem Tod von Daniel Kellys zweiter Ehefrau Barbara-Ann 1982 wurde es stiller um die musizierende Familie. Mitte der 1980er Jahre trat Paul gemeinsam mit seinem Vater und seinen Geschwistern in der Pariser Metro auf. In Frankreich absolvierte er für die Dauer von zwei Jahrzehnten seine letzten gemeinsamen Plattenaufnahmen mit seiner Familie.

### Ausstieg und Solokarriere
In Paris widmete er sich einer Ausbildung zum Koch und verließ die Band 1984.
Trotz seines Berufs als Koch reiste Paul Kelly weiter durch die Straßen Europas und veranstaltete Straßenkonzerte, bei denen er mit seiner Drehleier auftrat. Gelegentlich stand er Anfang der 1990er Jahre als Gastmusiker auch wieder mit seinen Geschwistern auf der Bühne. Zwischen 1991 und 1997 nahm er insgesamt vier Soloalben mit vornehmlich irischer, aber auch spanischer, baskischer und deutscher Folklore auf.

### Rückkehr und weitere musikalische Karriere mit der Kelly Family
2004 war Paul Kelly als Gastmusiker an dem Studio-Album Homerun seiner Geschwister beteiligt und spielte die Drehleier für den Song Babylon. Seit Oktober 2005 ist er wieder vollwertiges Mitglied der Kelly Family und begleitete sie unter anderem im Rahmen der Tourneen gemeinsam mit dem Zirkus Roncalli Who’ll Come With Me (2005/2006) und Circus Meets Music (2006), der Kirchentourneen Good News (2006/2007) und More Good News (2007/2008), sowie der Weihnachtstourneen Stille Nacht (2011, 2012).
Seit 2017 tritt er mit sechs Geschwistern gelegentlich wieder in der Gruppe The Kelly Family auf.
2019 wirkte er mit seiner Familie im Musikvideo Wer lacht überlebt seiner Schwester Kathy Kelly mit. Er spielt dabei seinen Vater, dem er sehr ähnlich sieht.

### Privates
Paul Kelly ist verheiratet und hat sieben Kinder.

## Soloalben
- 1991: Paul Kelly and His Hurdy Gurdy (als Paul Kelly)
- 1992: La Vielle À Roue Voyageuse (als Paul Kelly)
- 1993: Celtic Drones (als Pôl O'Ceallaigh)
- 1997: Trí Agus Trí (als Pól Ó Ceallaigh)